# Conchita Alcaide Rodríguez
Conchita Alcaide Rodríguez (Aracena, Huelva, 1939- Barcelona, 11 de mayo de 1980) fue una cantante folk de corta carrera. Primero fue amateur en solitario y después formó el dúo musical Els dos, junto a Eugenio Jofra, más conocido como Eugenio.

## Trayectoria
Dejó su tierra para abrirse un futuro en Barcelona como delineante pero su pasión era la música. Cantaba en pubs acompañada de su guitarra. En uno de ellos, en 1965, conoció a Eugenio Jofra, con el que se casó en 1967.
Eugenio, trabajador en un taller de joyería, decidió acompañarla en el escenario tocando de oídas la guitarra y haciendo una segunda voz grave como contrapunto a su voz de solista. Se hicieron llamar el dúo Els dos (los dos, en catalán) musicando poemas de escritores catalanes, españoles y franceses. Empezaron a girar por salas y pubs de Barcelona, se popularizaron y con la discográfica Belter, se hicieron un hueco en la nova cançó (la nueva canción catalana).
En 1968, el dúo concursó en el II Festival de Villancicos Nuevos de Pamplona con un tema propio, Repica el tambor, con música de Eugenio y letra de C. Artigas. Quedaron finalistas. Al año siguiente, nació su primer hijo, Gerard, y sacaron su primer disco en catalán con temas de poetas catalanes, en catalán. También concursaron en el III Festival Nacional de Villancicos Nuevos, junto a Víctor Manuel, o Los Mismos. Nuevo sencillo, esta vez con dos villancicos.
Fueron candidatos a representar a España en 1970 en el  Festival de la Canción de Eurovisión, con el tema Balada del maderero. Quedaron cuartos en el programa de Preselección de TVE, que ganó Julio Iglesias con Gwendolyne. Otro de los candidatos fue Nino Bravo. Aunque su paso por Eurovisión fue un trampolín para la pareja, con actuaciones en televisión, su corto repertorio musical les devolvió a los pequeños escenarios.
En 1971, fue madre por segunda vez, de Yvens, y Els dos grabaron el que sería su último disco, en catalán. Los chistes de su marido entre canción y canción, tenían éxito y en 1972, Conchita le convenció de que saliera él solo al escenario como cómico. Junto a Eugenio, abrió su propio local, el Sausalito, en 1976, desde el que el humorista saltó a la televisión.
Años después, Conchita enfermó de un cáncer de mama. Se trató y, gracias a la bonanza económica familiar, empezó un nuevo proyecto musical, Tramuntana. Pero al año, recayó de la enfermedad y murió el 11 de mayo de 1980.

## Reconocimientos
En 2018, su hijo mayor, Gerard Jofra, también humorista, publicó Eugenio, un libro sobre su padre, el gran cómico, pero sobre todo, reconoció, un homenaje a su madre, Conchita:

"Él me dijo que 'ya llegaría' mi momento, yo no sabía si se refería a que tenía que subir al escenario. Con este libro he conseguido mostrar el valor de mi madre en su figura".

En 2023, David Trueba dirigió la película Saben aquell sobre la vida del cómico Eugenio, desde que conoce a Conchita hasta la muerte de ella, y todo lo que compartieron. El guion dota de igual protagonismo a la cantante. Carolina Yuste, la actriz que la interpreta, ganó el Premio Gaudí a la Mejor Protagonista Femenina 2023, y el Premio Sant Jordi a la mejor actriz española, que concede RNE. También fue nominada al Premio Goya 2024 como Mejor Interpretación femenina protagonista y al Premio Feroz 2024 como Mejor actriz Protagonista en cine.

## Discografía
Formando parte del dúo musical Els dos:
- 1968. LP Recopilatorio del II Festival de Villancicos Nuevos de Pamplona, con su tema Repica el tambor. Aparecen con nombres importantes como Los Gritos .
- 1969. Corrades d’exili/ La Sureda bosc endins/ Quan serem vells…/Vinyes verdes vora el mar.  LP de Belter con cuatro temas en catalán, tres de ellos, de poetas catalanes musicados por Eugenio.
- 1969. Doce Campanadas/Sol de Navidad (Disco sencillo, en castellano, de villancicos, Belter).
- 1970. Balada del maderero. (Disco sencillo, en castellano, Belter).
- 1971. Retorn/Como serà (Disco sencillo, en catalán, Columbia).[3]